# Stibarsen
Stirbasen – rzadki minerał, o wzorze chemicznym AsSb.

## Właściwości
Krystalizuje w układzie trygonalnym. Wykształca kryształy o pokroju blaszkowatym i drobnoziarnistym. Jest minerałem nieprzezroczystym o białej lub czerwonoszarej barwie. Posiada szarą rysę oraz metaliczny połysk.

## Występowanie
Występuje w hydrotermalnych żyłach oraz w pegmatytach. Towarzyszą mu arsen, pirargyryt, galena, kalcyt, kermesyt, syderyt, kwarc oraz sfaleryt. Spotykany jest w Australii, we Francji, Rumunii, Austrii, Kanadzie, Czechach, Niemczech, Szwecji, USA (Nevada, Kolorado) oraz w Polsce na Dolnym Śląsku w Szklarach.